# مولد رمز عبور تصادفی
- مولد رمز عبور تصادفی (به انگلیسی: Random Password Generator) نرم‌افزار یا سخت‌افزاری است که عددی را به عنوان ورودی از یک دستگاه دیگر که عدد تصادفی درست می‌کند، می‌گیرد و به صورت خودکار رمز عبور می‌سازد. این عدد یا به عبارتی این رمز عبورهای تصادفی از طریق روش‌های مختلفی ساخته می‌شوند. این روش می‌تواند تنها با استفاده از یک عدد تصادفی درست کردن، از طریق تابع‌های آمادهٔ زبان‌های برنامه‌نویسی باشد همچنین می‌تواند با استفاده از تابع‌های پیچیده تری پیاده‌سازی شود.[۱]اگر بخواهیم به صورت ساده بیان کنیم ما چون عدد تصادفی در کامپیوتر نداریم عملیات رندوم روی آن عدد ورودی انجام خواهیم داد.

## رمزهای عبور تصادفی
این تصادفی بودن عدد و رمز عبور می‌تواند درجه‌های مختلفی داشته باشد. تعداد زیادی سایت‌ها و åبرنامه‌های مختلفی وجود دارند که توابع مختلفی برای ساخت زمز عبور تصادفی ارائه می‌دهند و تعدادی از این توابع را در ادامه نشان داده شده‌اند .
رمز عبورها در واقع کلیدی برای دسترسی به اطلاعات اشخاص هستند بنابراین اهمیت آنها بسیار واضح است اما اهمیت رمز عبورهای تصادفی را می‌توان زمانی فهمید که مرورگرهای اینترنت از جمله گوگل کروم و فایر فاکس و از این دست مرورگرهای معتبر در خود مولد رمز عبور تصادفی دارند و هنگامی که متوجه می‌شوند که می‌خواهید در سایتی ثبت نام و رمز عبور انتخاب کنید، به شما یک رمز عبور تصادفی پیشنهاد می‌دهند و پس از زدن رمز عبور، آن را در خود ذخیره می‌کنند که در واقع یکی از ابزارهای این مرورگرها مدیریت رمز عبور هامی باشد. این گونه ابزارها برای برنامه‌های مختلف در سیستم عامل اندروید از طریق برنامهٔ اصلی گوگل تعبیه شده‌اند .
از آنجایی که کد منبع اینگونه برنامه‌ها را در اختیار نداریم برای اطمینان بیشتر از تابع مولد رمز عبور تصادفی و میزان تصادفی بودن آن می‌توان از منابع آزاد (متن‌باز) که کد منبع آنها در دسترس است، استفاده کرد .
برای اینکه میزان تصادفی بودن رمز عبور را زیاد یا کم کرد می‌توان از عناصر مختلفی در رمز عبور استفاده کرد. به عنوان مثال رمز عبور می‌تواند تنها از اعداد تشکیل شده باشد یا حاوی کاراکترهای الفبایی یا کاراکترهای نگارشی مثل " _ ,) , (, [,] , * , # , @ " باشد. در واقع هدف از رمز عبور تصادفی این است که رمزهای عبور به راحتی قابل حدس زدن نباشند از طرفی به قدری هم سخت نباشند که قابل بازیابی نباشند .

## روش‌های مختلف ایجاد رمز عبور تصادفی

### روش نرم‌افزاری
مولد رمز عبور تصادفی هم با استفاده از اعداد تصادفی و هم با استفاده از شبه تصادفی که از طریق مولد اعداد شبه تصادفی ساخته می‌شود کار می‌کند اما اعداد شبه تصادفی کاملاً تصادفی نیستند و در واقع یک دنبالهٔ از قبل تعیین شده دارند و قابل پیش‌بینی هستند؛ بنابراین از توابعی مانند تابع ()rand که در زبان‌های برنامه‌نویسی هست می‌توان استفاده کرد اما امنیت لازم را ندارد.

#### پی‌اچ‌پی
```
function
 
randomPassword
()
 
{

    
$alphabet
 
=
 
'abcdefghijklmnopqrstuvwxyzABCDEFGHIJKLMNOPQRSTUVWXYZ1234567890'
;

    
$pass
 
=
 
array
();

    
$alphaLength
 
=
 
strlen
(
$alphabet
)
 
-
 
1
;

    
for
 
(
$i
 
=
 
0
;
 
$i
 
<
 
8
;
 
$i
++
)
 
{

        
$n
 
=
 
rand
(
0
,
 
$alphaLength
);

        
$pass
[]
 
=
 
$alphabet
[
$n
];

    
}

    
return
 
implode
(
$pass
);

}

```

از تابع مذکور و تنها از حروف کوچک و بزرگ الفبای انگلیسی و اعداد استفاده شده‌است.

#### سی شارپ
در کد زیر که نشان داده شده‌است میزان خوبی از عناصری که می‌توانند در رمز عبور بیایند گنجانده شده‌اند و در صورت نیاز کاربر می‌توان از عنصرهای مختلفی استفاده کرد.
```
//Written by Paul Seal. Licensed under MIT. Free for private and commercial uses.

using
 
System
;

using
 
System.Text.RegularExpressions
;

using
 
CodeShare.Library.Passwords
;

namespace
 
CodeShare.Library.Passwords

{

    
public
 
static
 
class
 
PasswordGenerator

    
{

        
public
 
static
 
string
 
GeneratePassword
(
bool
 
includeLowercase
,
 
bool
 
includeUppercase
,
 
bool
 
includeNumeric
,
 
bool
 
includeSpecial
,
 
bool
 
includeSpaces
,
 
int
 
lengthOfPassword
)

        
{

            
const
 
int
 
MAXIMUM_IDENTICAL_CONSECUTIVE_CHARS
 
=
 
2
;

            
const
 
string
 
LOWERCASE_CHARACTERS
 
=
 
"abcdefghijklmnopqrstuvwxyz"
;

            
const
 
string
 
UPPERCASE_CHARACTERS
 
=
 
"ABCDEFGHIJKLMNOPQRSTUVWXYZ"
;

            
const
 
string
 
NUMERIC_CHARACTERS
 
=
 
"0123456789"
;

            
const
 
string
 
SPECIAL_CHARACTERS
 
=
 
"!#$%&*@\";

            
const
 
string
 
SPACE_CHARACTER
 
=
 
" "
;

            
const
 
int
 
PASSWORD_LENGTH_MIN
 
=
 
8
;

            
const
 
int
 
PASSWORD_LENGTH_MAX
 
=
 
128
;

            
if
 
(
lengthOfPassword
 
<
 
PASSWORD_LENGTH_MIN
 
||
 
lengthOfPassword
 
>
 
PASSWORD_LENGTH_MAX
)

            
{

                
return
 
"Password length must be between 8 and 128."
;

            
}

            
string
 
characterSet
 
=
 
""
;

            
if
 
(
includeLowercase
)

            
{

                
characterSet
 
+=
 
LOWERCASE_CHARACTERS
;

            
}

            
if
 
(
includeUppercase
)

            
{

                
characterSet
 
+=
 
UPPERCASE_CHARACTERS
;

            
}

            
if
 
(
includeNumeric
)

            
{

                
characterSet
 
+=
 
NUMERIC_CHARACTERS
;

            
}

            
if
 
(
includeSpecial
)

            
{

                
characterSet
 
+=
 
SPECIAL_CHARACTERS
;

            
}

            
if
 
(
includeSpaces
)

            
{

                
characterSet
 
+=
 
SPACE_CHARACTER
;

            
}

            
char
[]
 
password
 
=
 
new
 
char
[
lengthOfPassword
];

            
int
 
characterSetLength
 
=
 
characterSet
.
Length
;

            
System
.
Random
 
random
 
=
 
new
 
System
.
Random
();

            
for
 
(
int
 
characterPosition
 
=
 
0
;
 
characterPosition
 
<
 
lengthOfPassword
;
 
characterPosition
++
)

            
{

                
password
[
characterPosition
]
 
=
 
characterSet
[
random
.
Next
(
characterSetLength
 
-
 
1
)];

                
bool
 
moreThanTwoIdenticalInARow
 
=

                    
characterPosition
 
>
 
MAXIMUM_IDENTICAL_CONSECUTIVE_CHARS

                    
&&
 
password
[
characterPosition
]
 
==
 
password
[
characterPosition
 
-
 
1
]

                    
&&
 
password
[
characterPosition
 
-
 
1
]
 
==
 
password
[
characterPosition
 
-
 
2
];

                
if
 
(
moreThanTwoIdenticalInARow
)

                
{

                    
characterPosition
--
;

                
}

            
}

            
return
 
string
.
Join
(
null
,
 
password
);

        
}

}

```

#### جاوا
در زبان جاوا مانند زبان‌های دیگر یک تابع پیش‌فرض برای تولید عدد تصادفی دارد که گفته شد که در اصل شبه‌تصادفی است. در این زبان برای اینکه عدد تصادفی واقعی داشته باشیم کلاسی به نام SecureRandom به وجود آورده‌اند که در پایین کد مربوط به آن را می‌بینید.
```
import
 
java.security.SecureRandom
;

import
 
java.util.Random
;

public
 
class
 
GenerateSecurePassword
 
{

    
private
 
static
 
final
 
Random
 
RANDOM
 
=
 
new
 
SecureRandom
();

    
private
 
static
 
final
 
String
 
ALPHABET
 
=
 
"0123456789ABCDEFGHIJKLMNOPQRSTUVWXYZabcdefghijklmnopqrstuvwxyz"
;

    
public
 
static
 
void
 
main
(
String
[]
 
args
)
 
{

        
int
 
passwordLength
 
=
 
10
;

        
String
 
password
 
=
 
generatePassword
(
passwordLength
);

        
System
.
out
.
println
(
"Secure password: "
 
+
 
password
);

    
}

    
public
 
static
 
String
 
generatePassword
(
int
 
length
)
 
{

        
StringBuilder
 
returnValue
 
=
 
new
 
StringBuilder
(
length
);

        
for
 
(
int
 
i
 
=
 
0
;
 
i
 
<
 
length
;
 
i
++
)
 
{

            
returnValue
.
append
(
ALPHABET
.
charAt
(
RANDOM
.
nextInt
(
ALPHABET
.
length
())));

        
}

        
return
 
new
 
String
(
returnValue
);

    
}

}

```

از این دست کلاس‌ها مانند SecureRandom که عدد شبه تصادفی ایجاد نمی‌کنند می‌توان به CryptGenRandom نیز اشاره کرد که کاربردهای زیادی از جمله در ساختن کلید در سیستم عامل ویندوز دارد.

### روش سخت‌افزاری
در کامپیوترها و در محاسبات دستگاهی وجود دارد که با استفاده از الگوریتمی خاص و پروسه‌های فیزیکی یک عدد تصادفی ایجاد می‌کند که سخت‌افزار مولد عدد تصادفی نامیده می‌شود. تعداد کل کاراکترهایی که در اسکی (استاندارد) وجود دارند ۹۵ کاراکتر است. حال اگر یک جدول ۵×۱۹ داشته باشیم که خانه‌های آن را با کاراکترهای اسکی پر کرده باشیم، با سخت‌افزار مولد عدد تصادفی ابتدا عددی در بازه ۱ تا ۵ و سپس عددی در بازهٔ ۱ تا ۱۹ بدست آورده و کاراکتر خانهٔ متناظر آن در جدول را می‌خوانیم و در رشتهٔ رمز عبور قرار می‌دهیم .
نسخهٔ جدول ۶×۶ برای حروف الفبای لاتین و اعداد به صورت زیر می‌باشد.
|   | ۱ | ۲ | ۳ | ۴ | ۵ | ۶ |
| ۱ | a | b | c | d | e | f |
| ۲ | g | h | i | j | k | l |
| ۳ | m | n | o | p | q | r |
| ۴ | s | t | u | v | w | x |
| ۵ | y | z | ۰ | ۱ | ۲ | ۳ |
| ۶ | ۴ | ۵ | ۶ | ۷ | ۸ | ۹ |

## استحکام رمز ایجاد شده
در سایت‌های مختلف دیده می‌شود زمانی که قصد انتخاب رمز عبور داریم نواری در مقابل آن وجود دارد که نشان می‌دهد که رمز عبوری که انتخاب کرده‌ایم از استحکام کافی برخوردار است یا خیر. استحکام گذرواژه مبحثی است که برای تمامی رمز عبورها مطرح می‌شود و بستگی به احتمال این دارد که در چند آزمایش یک فرد مهاجم می‌تواند این گذرواژه را حدس بزند .

در رابطه با استحکام رمز عبورهای تصادفی می‌توان گفت که در صورتی که هیچ‌کدام از کاراکترهایی که در رمز می‌آیند به هم وابسته نباشند، با استفاده از آنتروپی اطلاعات می‌توان فرمول زیر را نوشت (L طول رمز و N تعداد کل کاراکترهایی است که می‌توان در رمز به کار برد) :

همان‌طور که در این فرمول مشاهده می‌شود، کارایی رمز عبور ایجاد شده به تعداد کاراکتری که می‌تواند استفاده کند (N) محدود می‌شود.